# Amanita bingensis
Espèce
Amanita bingensis est une espèce de champignons d'Afrique tropicale du genre Amanita. C'est une amanite jaune observée dans les forêts soudaniennes claires semi-décidues.
Une grande incertitude subsiste quant à sa toxicité. Selon Roger Heim, qui s'appuie sur les témoignages recueillis dans le nord de la Guinée, l'espèce pourrait causer des intoxications sévères, voire fatales. Mais selon d'autres auteurs (Morris, 1990), elle ferait partie des espèces d'amanites comestibles du Malawi.